# Gegen jede Chance
Gegen jede Chance (Originaltitel: Against All Odds) ist ein US-amerikanischer Thriller von Taylor Hackford aus dem Jahr 1984. Die Handlung basiert auf der Handlung des Spielfilms Goldenes Gift (Out of the Past) aus dem Jahr 1947. Grundlage für beide Filme ist der Roman Goldenes Gift (Build My Gallows High) von Daniel Mainwaring, der ihn unter dem Pseudonym Geoffrey Homes schrieb.

## Handlung
Der alternde Footballspieler Terry Brogan hat Geldsorgen und nimmt deshalb einen Auftrag eines früheren Bekannten an: Für den zwielichtigen Clubbesitzer Jake Wise soll er dessen Freundin Jessie Wyler in Mexiko aufspüren und nach Los Angeles zurückbringen. Sie ist die Stieftochter des reichen Immobilienunternehmers Caxton, dem das Footballteam gehört, das Brogan gerade freigestellt hat. Vor ihrer Flucht vor Caxton und ihrer Mutter hat sie angeblich Jake Geld gestohlen. Brogan findet Jessie, und die beiden beginnen eine Liebesbeziehung. Als Hank, der Konditionstrainer von Brogans Team, in Jakes Auftrag mit einer Pistole auftaucht, wird er bei einem Kampf mit Brogan von Jessie erschossen. Sie flieht zurück nach Los Angeles, während Brogan die Leiche in einem See versenkt.
In Los Angeles trifft er Jessie bei Jake wieder und erhält von diesem den Auftrag, in das Büro des Spielevermittlers Kirsch, der auch Brogans Agent ist, einzubrechen und Akten zu stehlen. Doch anstelle der Akten findet Brogan den toten Kirsch und einen Wachmann, der ihn in Jakes Auftrag erschießen will. Brogan entkommt jedoch der Falle. 
Mit Hilfe von Kirschs Sekretärin Edie kann Brogan geheimes Material über betrügerische Geschäfte von Wise und Caxton an sich bringen. Damit kann er die beiden zu einem Treffen veranlassen, bei dem Jake, der im Begriff ist, Brogan zu töten, von Jessie erschossen wird. Caxton zwingt Jessie, die nun zwei Menschen getötet hat, mit diesem Wissen zur Trennung von Brogan und zur Rückkehr zu ihrer Mutter; andernfalls müsse sie ins Gefängnis. Jessie und Brogan müssen gehorchen, doch Brogan prophezeit Caxton, dass Jessie eines Tages frei sein werde.

## Synchronisation
| Rolle            | Schauspieler    | Deutscher Sprecher |
| ---------------- | --------------- | ------------------ |
| Jessie Wyler     | Rachel Ward     | Traudel Haas       |
| Terry Brogan     | Jeff Bridges    | Randolf Kronberg   |
| Jake Wise        | James Woods     | Joachim Pukaß      |
| Hank Sully       | Alex Karras     | Edgar Ott          |
| Mrs. Grace Wyler | Jane Greer      | Barbara Adolph     |
| Ben Caxton       | Richard Widmark | Arnold Marquis     |
| Tommy            | Dorian Harewood | Ulrich Gressieker  |
| Edie             | Swoosie Kurtz   | Alexandra Lange    |
| Steve Kirsch     | Saul Rubinek    | Joachim Tennstedt  |

## Hintergrund
Der Film wurde in Los Angeles und in Mexiko gedreht. Er spielte in den Kinos der Vereinigten Staaten 25,1 Millionen US-Dollar ein. Zwei Schauspieler des Originalfilms von 1947 übernahmen in Gegen jede Chance Rollen: Jane Greer ist als Mrs. Wyler zu sehen, während Paul Valentine einen kleinen Auftritt als Ratsherr hat.

## Kritiken
Roger Ebert schrieb in der Chicago Sun-Times, dass der Streifen die interessanteste Filmbeziehung seit langem zeige. Er sei kein Remake des Films aus dem Jahr 1947, die beiden Filme hätten nur die „zynische Dreiecksbeziehung“ gemein. Die Handlung sei „wahrscheinlich zu umfangreich“. Der Film enthalte „gedämpfte“ Kritik am Profisport und an Umweltsünden.

## Auszeichnungen
Phil Collins wurde im Jahr 1985 für das Lied Against All Odds (Take a Look at Me Now) für den Oscar und für den Golden Globe Award nominiert. Die Filmmusik, zu der etwa auch Peter Gabriel das Lied Walk Through the Fire beisteuerte, wurde 1985 für den Grammy Award nominiert.